# Francis Camerini
Francis Camerini (Marsiglia, 25 gennaio 1948) è un ex calciatore francese, di ruolo difensore.

## Carriera

### Club
Dal 1964 al 1971 ha giocato nel Saint-Étienne con una parentesi nel 1967, in cui fu trasferito per sei mesi al Bataillon Joinville per permettergli di adempiere al servizio di leva. Concluse la sua carriera nel Nizza.

### Nazionale
Debutta in Nazionale il 24 aprile 1971 nel pareggio fuori casa per 1-1 contro l'Ungheria. L'ultima partita in Nazionale viene disputata il 10 novembre 1971 nella vittoria casalinga per 2-1 contro la Bulgaria.

## Palmarès

### Club

#### Competizioni nazionali
- Campionato francese: 4

Saint-Etienne: 1967-1968, 1968-1969, 1969-1970, 1973-1974
- Coppa di Francia: 3

Saint-Etienne: 1967-1968, 1968-1969, 1973-1974
- Supercoppa francese: 1

Saint-Etienne: 1967, 1968, 1969

## Statistiche

### Cronologia presenze e reti in Nazionale
| Cronologia completa delle presenze e delle reti in nazionale ― Francia | Cronologia completa delle presenze e delle reti in nazionale ― Francia | Cronologia completa delle presenze e delle reti in nazionale ― Francia | Cronologia completa delle presenze e delle reti in nazionale ― Francia | Cronologia completa delle presenze e delle reti in nazionale ― Francia | Cronologia completa delle presenze e delle reti in nazionale ― Francia | Cronologia completa delle presenze e delle reti in nazionale ― Francia | Cronologia completa delle presenze e delle reti in nazionale ― Francia |
| Data                                                                   | Città                                                                  | In casa                                                                | Risultato                                                              | Ospiti                                                                 | Competizione                                                           | Reti                                                                   | Note                                                                   |
| ---------------------------------------------------------------------- | ---------------------------------------------------------------------- | ---------------------------------------------------------------------- | ---------------------------------------------------------------------- | ---------------------------------------------------------------------- | ---------------------------------------------------------------------- | ---------------------------------------------------------------------- | ---------------------------------------------------------------------- |
| 24-4-1971                                                              | Budapest                                                               | Ungheria                                                               | 1 – 1                                                                  | Francia                                                                | Qual. Euro 1972                                                        | -                                                                      |                                                                        |
| 10-11-1971                                                             | Nantes                                                                 | Francia                                                                | 2 – 1                                                                  | Bulgaria                                                               | Qual. Euro 1972                                                        | -                                                                      |                                                                        |
| Totale                                                                 |                                                                        | Presenze                                                               | 2                                                                      |                                                                        | Reti                                                                   | 0                                                                      |                                                                        |